# 도나 미쉘
도나 미쉘(Donna Michelle, 1945년 12월 8일 ~ 2004년 4월 11일)은 미국의 사진가, 배우, 플레이메이트, 모델, 텔레비전 배우, 영화배우이다.
로스앤젤레스에서 태어났으며 유카이아에서 사망하였다. 사인은 심근 경색이다.

## 영화
- 사이드라인 시크릿 (2004년)
- 0011 나폴레옹 솔로 - 지옥특파 (1966년)
- 0011 나폴레옹 솔로 - 대돌파 (1965년)
- 비치 브랭켓 빙고 (1965년)
- 미키 원 (1965년)
- 첩보원 0011 (1964년)